# (5931) Zhvanetskij
(5931) Zhvanetskij est un astéroïde de la ceinture principale.

## Description
(5931) Zhvanetskij est un astéroïde de la ceinture principale. Il fut découvert le 1er avril 1976 à Naoutchnyï par Nikolaï Tchernykh. Il présente une orbite caractérisée par un demi-grand axe de 3,18 UA, une excentricité de 0,19 et une inclinaison de 16,9° par rapport à l'écliptique.

## Compléments